# Mutis (Berg)
Der Mutis (Gunung Mutis, Nuaf Mutis, Nuaf Nefomasi) ist der höchste Berg Westtimors und der Provinz Ost-Nusa-Tenggara. Er ist 2417 m hoch. Er liegt im Distrikt Tobu des Regierungsbezirks Südzentraltimor (Timor Tengah Utara), südlich der osttimoresischen Exklave Oe-Cusse Ambeno.
Den Gipfel kann man in zweieinhalb bis vier Stunden vom künstlichen See nah dem Dorf Fatumnasi (Fatumasi, Fatumenasi) erreichen (1600 m). Der acht Kilometer lange Weg ist nicht markiert, weswegen man zur Besteigung einen Führer braucht.
Die Umgebung ist bewaldet und von einigen kleinen Flüssen durchzogen. Das 10.000 ha große Gebiet ist ein Wildschutzgebiet, in dem zahlreiche Vogelarten leben. Innerhalb des Schutzgebiets liegen die Dörfer Nuapi und Nenas, ein Dutzend weitere Dörfer liegen um die Schutzzone. Neun der Dörfer gehören zu Südzentraltimor, die anderen zum Regierungsbezirk Nordzentraltimor. Insgesamt leben in den 14 Dörfern etwa 25.000 Menschen. Sie sprechen Mollo-miomafo, einen Dialekt des Uab Meto, das im Großteil Westtimors gesprochen wird. Den Einwohnern gilt der Mutis als ihr heiliger Ursprung.
Von hier soll einer lokalen Legende zufolge die Insel Pulau Batek stammen.